# 나메코
나메코(일본어: なめこ, 영어: Funghi, 중국어: 菇菇)는 게임 애플리케이션 《만지기 탐정 나메코 재배 킷트》에 등장하는 버섯 모양의 캐릭터이다.

## 인기
나메코 캐릭터는 일본뿐 아니라 한국 대만 등 다른 나라에서도 인기를 끌고 있다. 대만과 한국에서도 펜, 노트 등의 문구류에서 자주 나메코를 볼 수 있고 컵이나 가방과 같이 나메코 캐릭터를 이용한 여러 상품을 파는 홈페이지도 찾을 수 있다. 나메코는 다양한 종류가 있기 때문에 특히 인기있는 나메코의 종류만큼 굿즈가 나오기도 한다. '나메코 노래'라는 제목의 나메코가 춤추는 영상이 인기를 얻기도 했다. 이 외에도 나메코가 인기를 얻으면서 새로운 게임이 등장하고 나메코를 사용한 애니메이션과 도서들도 등장하였다.

### 게임
지금까지 나온 재배 킷트 게임 시리즈들로는 '나메코 재배 킷트', '나메코 재배 킷트 Four Seasons', '나메코 재배 킷트 DX(디럭스)', 'NEO(네오) 나메코 재배 킷트' 등이 있다. '킷트' 시리즈의 애플리케이션의 게임들은 모두 나메코를 버섯으로서 재배하는 것을 기반으로 하고 있다. 나메코를 기른 후 수확하면 보상을 받을 수 있고 이 보상으로 나메코를 더 좋은 환경에서 재배할 수 있도록 돕는 상품들을 구매할 수 있다. 나메코의 종류는 다양하며 종류에 따라 재배했을 때 얻는 보상이 다르다.

### 애니메이션
나메코를 주인공으로 하는 애니메이션도 DVD로 발매되었으며 2015년 현재 3권까지 나왔다. 대사는 없으며 2016년 4월부터 나메코: 세계의 친구들이란 제목으로 TVA가 방영된다. 이 애니메이션은 3분 정도의 쇼트 애니메이션이며 게임과는 다른 세계관과 내용을 가진 3D 애니메이션이다.

### 도서
나메코 관련 도서에는 《나메코와일본전국일주》와 이와사키서점의 나메코 그림책 시리즈인 《응후응후 나메코 그림책 최고의 스프》, 《응후응후 나메코 그림책 멋진 만남》, 《응후응후 나메코 그림책 모두의 집》 등이 있다. 이 책들은 글이 히라가나 위주로 되어있어 쉽게 읽을 수 있다. 《나메코와일본전국일주》를 통해서는 일본 각 지역의 역사, 전통, 명물들을 나메코를 통해 설명한다.

## 정보
나메코 공식 홈페이지인 '나메코 파라다이스'에서 나메코에 대해 더 많은 정보를 찾아볼 수 있다.